# HMS Cornwallis (1813)
Pour les autres navires du même nom, voir HMS Cornwallis.
Le HMS Cornwallis est un Navire de ligne de troisième rang de 74 canons de la Royal Navy.

## Histoire

Le HMS Cornwallis sortant du port de Plymouth.

Le HMS Cornwallis est lancé le 12 mai 1813 à Bombay et est construit en teck. La capture du HMS Java par l'USS Constitution retarde l'achèvement du Cornwallis car le Java doit amener son doublage en cuivre d'Angleterre.
Le Cornwallis arrive à Deal, dans le Kent, le 31 mai 1814, après avoir escorté plusieurs Indiaman (dont le Baring, le Charles Mills et le Fairlie) et deux baleiniers (dont l'Indispensable).
Le 27 avril 1815, le Cornwallis engage le sloop américain USS Hornet, qui a pris le Cornwallis pour un navire marchand. Fortement armé, le Hornet est contraint de battre en retraite. L'équipage jette des embarcations, des fusils et d'autres équipements par-dessus bord pour s'échapper.
Après la défaite de la Chine dans la première guerre de l'opium, des représentants des empires britannique et Qing négocient un traité de paix à bord du Cornwallis à Nankin. Le 29 août 1842, le représentant britannique Sir Henry Pottinger et les représentants de Qing, Keying, Yilibu et Niujian, signent le traité de Nankin à son bord.
Le Cornwallis est équipé d'une propulsion à vis et réduit à 60 canons en 1855, avant de participer à la guerre de Crimée, où il est commandé par George Wellesley, futur amiral et First Sea Lord, et neveu du duc de Wellington.
Il est converti en jetée à Sheerness en 1865. En 1916, il est rebaptisé HMS Wildfire et utilisé comme navire de base. Il est finalement démoli en 1957 à Sheerness, 144 ans après son lancement.